# カーティス・ヤーヴィン
カーティス・ガイ・ヤーヴィン（Curtis Guy Yarvin, 1973年 - ）は、アメリカ合衆国のブロガー、実業家、ソフトウェアエンジニア。メンシウス・モールドバグは儒教の孟子（英語: Mencius）と投資用語のゴールドバグに因んだペンネーム。ニック・ランドと共に、反平等主義、反民主主義的な思想的運動であるテック右翼の源流である暗黒啓蒙、あるいは新反動主義を立ち上げたことで知られる。
2007年から2014年にかけて執筆していたブログ「Unqualified Reservations」や2020年に執筆を開始したSubstack上のページである「Gray Mirror」において、アメリカの民主主義は失敗した実験であると発言し、統治構造が企業と類似しており、責任を取る必要がある君主制によって置換されるべきだと主張した。ヤーヴィンは、「新反動主義者」、「新君主制主義者」であり、「リベラリズムをマトリックスのような全体主義的システムを作り上げるものであるとみなしており、テクノクラートを戴く君主制にアメリカの民主主義を置き換えることを欲している」人物であると説明されてきた。

## 経歴

### 若年期
1973年に、カーティス・ガイ・ヤーヴィンは、教養のあり、リベラルで世俗的な家庭に生まれた。父は、ハーバート・ヤーヴィン。父方の祖父はユダヤ系アメリカ人であり、共産主義者であった。彼の父は、アメリカ国務省の外交局員で、母はウェストチェスター出身のプロテスタント。ヤーヴィンは子供時代に、一時的に外国で暮らし、その大半の期間がキプロスであった。1985年に、アメリカに戻り、ジョンズ・ホプキンズ大学の長期に渡る「早熟な数学的才能を示す児童の研究（SMPY）」に参加した。1992年に、ブラウン大学を卒業し、カリフォルニア大学バークレー校のコンピュータサイエンスの博士課程の大学院生となった。しかし、1年半の末に中退し、テック系企業に就職した。
1980年から1990年代にかけて、彼はシリコンバレーのリバタリアンテック文化に感化された。ヤーヴィンは右翼やアメリカ保守主義の読者であった。テネシー大学の法学者であり、リバタリアンであるグレン・レイノルズは、ヤーヴィンにルートヴィヒ・フォン・ミーゼスやマレー・ロスバードといった著作家を紹介している。ミーゼスやオーストリア学派が経験論を拒絶し、代わりに第一原理からの演繹を好んだことが、ヤーヴィンの思想に影響した。

### Urbitとの関わり
2002年にヤーヴィンは、Urbitのプラットフォームを、個人のサーバーによる非中央集権的なネットワークとして設立した。2013年には、サンフランシスコを拠点とするTlön Corpを共同設立して2019年まで率いた。Urbitのさらなる成長を目的としており、ピーター・ティールのベンチャーキャピタル企業であるFounders Fundから出資を受けている。2016年、ヤーヴィンは「LambdaConf 2016」に招かれ、Urbitの関数型プログラミング的側面をプレゼンテーションした。結果は、5人の演説者やいくつかのスポンサーの退場など、散々であった。ヤーヴィンはTlonを2019年1月をもって離脱した。しかし、Urbitの開発に未だに、知的、財政的関与をしている。

### 新反動主義的ブログ
ヤーヴィンは、トーマス・カーライルを読み、リバタリアニズムが、権威主義の包摂が無くては、失敗する運命にある計画であると確信した。さらに、ハンス＝ヘルマン・ホッペの2001年の著書『Democracy: The God That Failed 』により、ヤーヴィンにとって最初の民主主義の放棄に至る。彼に他に影響を及ぼした人物として、ジェームズ・バーナムがいる。バーナムは、現実の政治がエリートの行動を通して発生していると主張しており、彼が言うところでそれは、民主主義者及び社会主義者の明白な美辞麗句である。2000年代における、米軍主導の軍のイラクやアフガニスタンでの失敗は、ヤーヴィンの反民主主義的な見解を強めている。ヤーヴィンは民主主義と自由市場経済に対する鄧小平とリー・クアンユーの姿勢を称賛して東アジアの香港やシンガポール、中東のドバイを理想的なモデルと称賛した。また、世界金融危機への連邦政府の対応により、彼はリバタリアン的信念を固め、バラク・オバマのアメリカ大統領当選は、歴史は不可避的に左傾化した社会へ向かっているという彼の信念を強めさせた。
2007年に、ヤーヴィンはUnqualified Reservationsと題されるブログを彼の政治思想を広めるために開始する。2013年には、Urbitへの集中のため、ブログの更新を大方中止していたが、2016年に、Unqualified Reservationsは「任務を終えた」と報告した。
ヤーヴィンは、現在彼の政治的見解をSubstackのGray Mirrorというページで公開している。

### トランプ政権への影響
ヤーヴィンは、シリコンバレーの著名な投資家や共和党の政治家に影響を与えており、ベンチャーキャピタリストのピーター・ティールとは深い関係にあるとされる。第1次トランプ政権で首席戦略官を務めたスティーブン・バノンは、ヤーヴィンの著作を読み、称賛している（ただし、のちに加速主義を批判するようになったバノンから敵対視される対立関係となった）。第2次トランプ政権のアメリカ合衆国副大統領であるJ・D・ヴァンスは、ヤーヴィンを「影響力のある人物」に挙げ、アメリカ合衆国国務省政策企画本部長のマイケル・アントンも、ヤーヴィンの考えを論じている。2025年1月、ヤーヴィンはワシントンDCで開催されたドナルド・トランプ大統領の就任祝賀会に招かれて出席し、ポリティコはトランプ支持者への並外れた影響力のために彼は「非公式の主賓」であると報じた。
『ワシントン・ポスト』紙は、イーロン・マスクが率いた政府効率化省（DOGE）顧問の2人が理論的な支柱としてヤーヴィンの名を挙げたと報じており、ヤーヴィンのRAGE構想がDOGEに影響を与えた可能性が指摘されており、「シリコンバレー的な衝動という点でDOGEとRAGEは共通している」と述べている。しかし、当初はトランプ政権を支持していたヤーヴィンもアメリカ国立科学財団（NSF）やアメリカ国立衛生研究所（NIH）までトランプ政権とDOGEが標的にしたことについては否定的なコメントも述べている。なお、ともに暗黒啓蒙の代表的な人物であるニック・ランドもDOGEを支持するか問われた際に「間違いなくイエスだ」と答えている。

## 関連ページ
- Alt-lite
- 権威主義的資本主義
- ショーヴィニズム
- 文化保守主義
- 暗黒啓蒙
- 独裁主義
- 極右
- テック右翼